# 아리메 가네히사
아리메 가네히사(일본어: 有銘 兼久, 1978년 9월 27일 ~ )는 일본의 전 프로 야구 선수이다.

## 인물

### 프로 입단 전
오키나와 현립 우라소에 상업고등학교를 졸업한 후 건설회사인 다이센에 입사, 회사 내의 야구부가 해체되면서 1999년에 규슈 미쓰비시 자동차로 자리를 옮겼다. 이듬해 호아시 가즈유키와 함께 활약되면서 호아시가 프로 구단에 입단한 2001년에는 팀내 에이스가 되었는데 같은 해 팀은 규슈 예선에서 패배했지만, 닛산 자동차 규슈의 보강 선수가 되면서 도시 대항 야구 대회에 출전했다. 도시 대항 야구 대회 1차전에서는 전년도 패전 팀인 미쓰비시후소 가와사키를 상대하여 선발 투수로서 호투하는 등 팀 승리에 기여했다. 2001년 프로 야구 드래프트 회의에서는 오사카 긴테쓰 버펄로스로부터 3순위 지명을 받고 입단했다.

### 오사카 긴테쓰 버펄로스 시절
입단 첫 해인 2002년에 1군 등록은 없었지만 2003년에는 프로 데뷔 후 처음으로 등판했다. 1군에서는 중간 계투로 활약하는 등 원포인트로서 기용되었다. 그러나 승리는 연결되지 않았고 2004년에는 이닝 수를 웃도는 볼넷을 허용하는 등 제구력에 문제가 생기기도 했다. 2004년 시즌 종료 후 긴테쓰와 오릭스와의 합병에 의한 선수 분배 드래프트로 도호쿠 라쿠텐 골든이글스에 이적했다.

### 도호쿠 라쿠텐 골든이글스 시절

#### 2005년
이적 후의 첫 등판은 개막 이후 2경기째인 지바 롯데 마린스전(지바 마린 스타디움)에서 2회부터 등판했지만 안타를 잇따라 허용하면서 결국 2군으로 내려갔다(이날 경기에서는 0대 26으로 라쿠텐이 대패했다). 1군 복귀 후 전반기에서는 중간 계투로 기용되고 있었지만 7월 17일의 홋카이도 닛폰햄 파이터스전(삿포로 돔)에서 선발 등판해 9이닝을 던져 5개의 피안타와 무실점으로 호투했다. 그 후 선발 로테이션에 들어갔고 7월 31일의 세이부 라이온스전에서 프로 데뷔 첫 완봉을 기록하여 승리 투수가 되었다(라쿠텐 구단에서는 첫 완봉 승리). 아리메 본인으로서는 데뷔 첫 등판부터 계속되고 있던 팀의 9연패를 멈추었는데 3승 10패라는 최악의 성적이라고 해도 4차례의 완투를 기록하는 등 여름 이후에는 안정감을 보였다.

#### 2006년
8월 25일의 지바 롯데전(풀캐스트 스타디움 미야기)에서 선발 등판하여 연장 12회까지 혼자서 188개의 공을 던지는 등 17개의 탈삼진과 1실점으로 호투했다. 연장을 포함한 1경기 17개 탈삼진은 역대 3위 기록이다. 하와이 윈터 리그에 팀 동료인 아사이 히데키, 가와타 히사시 등과 함께 참가, 리그 최다승인 4승과 리그 최다의 48이닝을 던져 평균 자책점은 리그 4위의 2.63을 기록했다.

#### 2007년
그 해에는 개막 로테이션에 들어가면서 4월 3일의 닛폰햄전(풀캐스트 스타디움 미야기)에서 시즌 첫 승리를 기록했는데 이것은 그 해 라쿠텐 선발 좌완 투수가 기록한 유일한 승리가 되었다. 4월 10일 세이부전(풀캐스트 스타디움 미야기)에서 3이닝을 가지지 않고 KO된 이후에는 중간 계투로서의 기용이 많아졌다. 6월 8일 요미우리 자이언츠전(도쿄 돔)에서는 다카하시 히사노리로부터 중전 안타를 때려내 데뷔 이후 첫 안타를 기록했다. 7월 11일의 후쿠오카 소프트뱅크 호크스전(기타큐슈 시민 구장)에 선발 등판한 이후에는 시즌 종료까지 중간 계투로서 등판해 와타나베 고키, 야마무라 히로키, 나가이 사토시 등과 함께 중간 계투를 담당하면서 52경기에 등판해 시즌 평균자책점은 개인 최고 성적인 4.17을 기록, 처음으로 시즌을 통해 1군에 등록되었다.

#### 2008년
시즌 개막은 1군에 등록되지 않았지만, 작년까지 마무리 투수로서 활약한 와타나베 고키가 부상 때문에 서서히 전력에서 이탈했기 때문에 급거 좌완 셋업맨을 맡았다. 구원 투수가 부재되는 경우도 있어 가끔 중간 계투를 맡아 5월 7일의 소프트뱅크전에서는 데뷔 후 처음으로 세이브를 기록했다. 원포인트에서의 기용도 있었지만 전체적으로 안정된 투구로 리그 최다인 66경기에 등판해 2승 2패 2세이브, 평균자책점 2.05, 팀내 최다인 19홀드로 좋은 성적을 남겼다.

#### 2009년
개막 이후부터는 주로 중간 계투로서 등판, 6월 7일의 요미우리전에서 2007년 7월 11일 이후가 되는 선발로 등판해 3이닝 무실점을 기록했다. 25경기에서 평균 자책점 2.36을 기록해 좌완 중간 계투로서의 성적이 평가되면서 감독 추천에 의해 처음으로 올스타전에 출전했다. 그러나 올스타전에서는 1아웃만 처리해 3안타 2볼넷을 허용하면서 강판당했다. 후반기에 들어가면서도 제구력이 떨어지는 등 원포인트로 등판했음에도 불구하고 볼넷을 허용해 그대로 강판당하는 일도 있었다. 최종적으로는 전년도를 웃도는 팀내 최다인 20홀드를 기록했지만 평균자책점은 5.15로 나쁘게 나왔다.

#### 2010년
시즌 개막을 1군에서 맞이하여 안정된 투구를 계속하였지만 계속된 부진이나 가타야마 히로시의 활약도 있어 작년까지의 등판 횟수를 크게 밑돌았다.

#### 2011년
6월 18일 한신 타이거스전(한신 고시엔 구장)에서는 6회말에 3번째 투수로서 등판해 크레이그 브라젤을 2루수 뜬공으로 잡아 7회말 공격 직전 우천으로 인한 콜드게임이 되었기 때문에 2년 만에 세이브를 기록했다.

#### 2012년
시즌 개막을 2군에서 맞이해 6월 3일에는 간신히 1군에 등록되었고 이틀 후인 6월 5일의 한신 타이거스전(클리넥스 스타디움 미야기)에서는 9회초에 4번째 투수로서 등판했지만 히라노 게이이치에게 밀어내기 볼넷을 준 것만으로 강판되자마자 2군에 다시 내려갔다. 그 후에는 1군 복귀를 이루지 못하고 같은 해 10월 2일 구단으로부터 방출 통보를 받았다. 그 후 11월 9일 클리넥스 스타디움 미야기에서 열린 12개 구단 합동 입단 테스트에 참가했지만 영입하려는 구단은 나타나지 않아 현역에서 은퇴했다.

## 플레이 스타일
- 구속은 140 km 중반을 항상 일정하게 기록한다. 투구 폼은 약동감이 있는 독특한 것으로, 특징적인 폼과 절도 있는 슬라이더(클리넥스 스타디움의 장내 방송에서는 ‘레인보우 슬라이더’라고도 말해진다)와의 배합을 자랑으로 여긴다.
- 주로 사용하는 구질은 슈트, 슬라이더, 포크볼에 가세해 2006년에는 체인지업을 습득했다. 팀 동료인 야마무라 히로키로부터 이가와 게이의 체인지업의 쥠을 배우면서 그것을 참고로 하여 완성시킨 것이라고 한다.
- 부상에는 강하고, 다르빗슈 유나 다나카 마사히로에 지지 않을 만큼의 체력도 갖추고 있는 강한 왼팔을 갖고 있다. 라쿠텐 구단 창설 당시부터 4년 동안 별다른 이탈도 없었고(2군으로 내려가는 경우도 있었지만) 매년 일정하게 투구 이닝을 벌고 있는 거의 유일한 선수라고 말할 정도의 투수였다.

## 에피소드
- 드래프트에 지명되었다는 연락 받았을 당시 회사에 근무하고 있어서 거래처를 돌고 있었고 아내는 둘째 딸을 낳기 위해 임신중이었다.
- 오키나와 현립 우라소에 상업고등학교를 졸업한 유일한 프로 야구 선수였으며 후쿠오카 소프트뱅크 호크스의 아라카키 나기사는 초등학교 시절의 후배에 해당된다.
- 오키나와어로 이야기하는 편이라 특히 토크쇼에서 재미있는 몸짓으로 사람들을 모으기도 한다.
- 긴테쓰 시절부터 매년 춘계 캠프 직전에 미야코섬에서 자주 트레이닝을 실시하기도 했다.

## 상세 정보

### 출신 학교
- 오키나와 현립 우라소에 상업고등학교

### 선수 경력
사회인 시대
- 다이센
- 규슈 미쓰비시 자동차

프로팀 경력
- 오사카 긴테쓰 버펄로스(2002년 ~ 2004년)
- 도호쿠 라쿠텐 골든이글스(2005년 ~ 2012년)

### 개인 기록

#### 투수 기록
- 첫 등판 : 2003년 7월 18일, 대 오릭스 블루웨이브 16차전(오사카 돔), 9회초 1사에 4번째 투수로서 구원 등판·마무리, 2/3이닝 무실점
- 첫 탈삼진 : 상동, 9회초에 가쓰라기 이쿠로로부터
- 첫 선발 : 2003년 9월 6일, 대 오릭스 블루웨이브 25차전(Yahoo! BB스타디움), 3과 1/3이닝 동안 4실점에서 패전 투수
- 첫 홀드 : 2005년 4월 30일, 대 세이부 라이온스 7차전(풀캐스트 스타디움 미야기), 6회초에 3번째 투수로서 구원 등판, 3이닝 무실점
- 첫 승리·첫 완투·첫 완봉 : 2005년 7월 31일, 대 세이부 라이온스 13차전(인보이스 세이부 돔)
- 첫 세이브 : 2008년 5월 7일, 대 후쿠오카 소프트뱅크 호크스 8차전(클리넥스 스타디움 미야기), 9회초에 3번째 투수로서 구원 등판·마무리, 1이닝 무실점

#### 타격 기록
- 첫 안타 : 2007년 6월 8일, 대 요미우리 자이언츠 2차전(도쿄 돔), 3회초에 다카하시 히사노리로부터 중전 안타

### 등번호
- 13(2002년 ~ 2004년)
- 26(2005년 ~ 2012년)

### 연도별 투수 성적
| 연 도       | 소 속       | 등 판 | 선 발 | 완 투 | 완 봉 | 무 4 구 | 승 리 | 패 전 | 세 이 브 | 홀 드 | 승 률 | 타 자 | 이 닝 | 피 안 타 | 피 홈 런 | 볼 넷 | 고 4 | 몸 맞 | 탈 삼 진 | 폭 투 | 보 크 | 실 점 | 자 책 점 | 평 자 책 | W H I P |
| ----------- | ----------- | ----- | ----- | ----- | ----- | ------- | ----- | ----- | -------- | ----- | ----- | ----- | ----- | -------- | -------- | ----- | ---- | ----- | -------- | ----- | ----- | ----- | -------- | -------- | ------- |
| 2003년      | 긴테쓰      | 18    | 1     | 0     | 0     | 0       | 0     | 3     | 0        | --    | .000  | 111   | 23.0  | 31       | 7        | 15    | 1    | 1     | 26       | 0     | 0     | 20    | 20       | 7.83     | 2.00    |
| 2004년      | 긴테쓰      | 14    | 2     | 0     | 0     | 0       | 0     | 3     | 0        | --    | .000  | 136   | 26.2  | 31       | 1        | 25    | 0    | 3     | 19       | 2     | 0     | 16    | 15       | 5.06     | 2.10    |
| 2005년      | 라쿠텐      | 37    | 12    | 4     | 1     | 0       | 3     | 10    | 0        | 2     | .231  | 540   | 125.0 | 130      | 15       | 42    | 4    | 5     | 88       | 3     | 0     | 79    | 72       | 5.18     | 1.38    |
| 2006년      | 라쿠텐      | 30    | 12    | 2     | 1     | 0       | 2     | 6     | 0        | 4     | .250  | 377   | 86.2  | 97       | 6        | 28    | 0    | 3     | 80       | 1     | 0     | 46    | 43       | 4.47     | 1.44    |
| 2007년      | 라쿠텐      | 52    | 10    | 0     | 0     | 0       | 1     | 8     | 0        | 8     | .111  | 414   | 95.0  | 103      | 10       | 35    | 3    | 8     | 73       | 1     | 0     | 49    | 44       | 4.17     | 1.45    |
| 2008년      | 라쿠텐      | 66    | 0     | 0     | 0     | 0       | 2     | 2     | 2        | 17    | .500  | 179   | 44.0  | 33       | 2        | 17    | 4    | 3     | 45       | 1     | 0     | 10    | 10       | 2.05     | 1.14    |
| 2009년      | 라쿠텐      | 54    | 1     | 0     | 0     | 0       | 0     | 2     | 3        | 20    | .000  | 194   | 43.2  | 33       | 3        | 27    | 2    | 8     | 42       | 1     | 0     | 25    | 25       | 5.15     | 1.37    |
| 2010년      | 라쿠텐      | 13    | 0     | 0     | 0     | 0       | 0     | 0     | 0        | 4     | ----  | 35    | 8.0   | 7        | 0        | 3     | 1    | 1     | 12       | 1     | 0     | 3     | 3        | 3.38     | 1.25    |
| 2011년      | 라쿠텐      | 18    | 0     | 0     | 0     | 0       | 1     | 0     | 1        | 2     | 1.000 | 53    | 13.1  | 11       | 0        | 6     | 0    | 0     | 9        | 0     | 0     | 2     | 2        | 1.35     | 1.27    |
| 2012년      | 라쿠텐      | 1     | 0     | 0     | 0     | 0       | 0     | 0     | 0        | --    | ----  | 1     | 0.0   | 0        | 0        | 1     | 0    | 0     | 0        | 0     | 0     | 0     | 0        | ----     | ----    |
| 통산 : 10년 | 통산 : 10년 | 303   | 37    | 6     | 2     | 0       | 9     | 34    | 6        | 57    | .209  | 2040  | 465.1 | 476      | 44       | 199   | 15   | 32    | 394      | 10    | 0     | 250   | 234      | 4.53     | 1.45    |

- 굵은 글씨는 시즌 최고 성적.